# Pahorek u Ledčic
Pahorek u Ledčic este o arie protejată (arie specială de conservare — SAC, sit de importanță comunitară — SCI) din Republica Cehă întinsă pe o suprafață de 1,31 ha, integral pe uscat.

## Localizare
Centrul sitului Pahorek u Ledčic este situat la coordonatele 50°20′59″N 14°18′59″E / 50.349722°N 14.316389°E.

## Înființare
Situl Pahorek u Ledčic a fost declarat sit de importanță comunitară în noiembrie 2009 pentru a proteja un număr necunoscut de specii din flora spontană și fauna sălbatică aflate în arealul zonei. Situl a fost protejat și ca arie specială de conservare în august 2016.

## Biodiversitate
Situată în ecoregiunea continentală, aria protejată conține 2 habitate naturale: Vegetație psamofilă uscată cu pășuni deschise de Corynephorus și Agrostis, Pajiști uscate europene.
La baza desemnării sitului se află un număr nedeclarat de specii protejate.